# Ооржак, Алексей Кара-оолович
Алексей Кара-оолович Ооржак (14 июля 1952 — 19 ноября 2020) — главный режиссёр Национального театра им. В. Кок-оола, заслуженный артист Республики Тыва (1996), народный артист Республики Тыва (2002), заслуженный артист Российской Федерации (2004).

## Биография
Ооржак Алексей Кара-оолович родился 14 июля 1952 года в поселке Кызыл-Мажалык Барун-Хемчикского района Тувинской АССР в трудовой семье. В 1970-1972 годы служил в рядах Советской Армии. В 1972 -1973 годы работал заведующим автоклубом и методистом. В 1978 году с отличием окончил Московское театральное училище им. Б. В. Щукина при Государственном академическом театре имени Е.Вахтангова — актёр драмы и кино, в 1984 году окончил Высшие театральные курсы при ГИТИСе имени А. Луначарского в классе А. А. Гончарова. С 1978 по 1993 года — актёр, режиссёр Музыкально-драматического театра им. В. Кок-оола Тувинской АССР (ныне — Республика Тыва); с 1987 по 1992 — художественный руководитель и основатель молодёжного театра «Кузел»; с 1993 г. — главный режиссёр Музыкально-драматического театра им. В. Кок-оола Республики Тыва.

## Деятельность
Свою первую роль он сыграл в спектакле по произведению А. С. Пушкина «Сказка о попе и его работнике Балде». Это была роль Балды. Именно после этого спектакля у Алексея возникло желание связать свою жизнь с театром. В его активе были разнообразные герои (таким разным видели А. Ооржака педагоги в Щукинском училище): Дхехай — герой классической японской драмы «Самоубийство влюблённых на острове небесных сетей» М. Тикамацу, Вурм в «Коварстве и любви» Шиллера, виконт Ахилл в водевиле «Соломенная шляпка» Лабиша. 
Параллельно снялся в фильмах: «Танец орла» Свердловской киностудии (1975); «Последняя охота» лента «Ленфильма» (1978); «Берём всё на себя» киностудии им. А. Довженко (1980), «Шестьдесят беглецов» Свердловской киностудии (1991). 
За годы работы в музыкально-драматическом театре он поставил более 30 пьес на русском и тувинском языках. Значимые постановки: «Хайыраан бот» В. Кок-оола, «Кто ты, Субедей?» Э. Мижита, «Вернись, мой друг, вернись!» Х. Шириин-оол, «Вишневый сад» А. Чехова, «Игроки» Н. Гоголя, «Доходное место» А. Островского, «Культегин» Э. Мижита, «Сын синего неба» Ч. Ондара и др. 
Главная тема Оржаака — найти истинного героя в истории Тувы, а его постановки объединены общей идеей — заставить зрителя над тем, что волнует каждого человека, независимо от того, постановка ли это, или произведение тувинского, бурятского, японского автора или русского классика. Постановки с успехом шли на сценах Казани, Уфы, Москвы, Бреста, Иркутска, Красноярска, Новосибирска, Абакана, Улан-Удэ, Якутии, Турции, Чечни, Карачаево-Черкеска и т. д.
19 ноября 2020 года официальный сайт Музыкально-драматического театра Республики Тыва им. В. Кок-оола сообщил о смерти А. К. Ооржака.

## Награды и звания
- Заслуженный артист Республики Тыва (1996)
- дипломы Международного фестиваля «Науруз», Казань, 1998
- Гран-при Международного фестиваля «Туганлык», Уфа, 2000
- Народный артист Республики Тыва (2002)
- Заслуженный артист Российской Федерации (2004)
- Почётная грамота Председателя Правительства Республики Тыва (2006)[6]
- Памятный юбилейный знак «65 лет Победы» (2011, Республика Тыва)[7]
- почётный деятель культуры Монголии (2016)
- лауреат государственной премии Республики Тыва в области театрального искусства им. В.Кок-оола (2016)
- отличник культуры и искусства Республики Тыва (2016)